# 26891 Johnbutler
26891 Johnbutler è un asteroide della fascia principale. Scoperto nel 1995, presenta un'orbita caratterizzata da un semiasse maggiore pari a 1,9333734 UA e da un'eccentricità di 0,0445409, inclinata di 17,12134° rispetto all'eclittica.